# Odprto prvenstvo Francije 1995
Odprto prvenstvo Francije 1995 je teniški turnir za Grand Slam, ki je med 29. majem in 11. junijem 1995 potekal v Parizu.

## Moški posamično
Thomas Muster :  Michael Chang, 7–5, 6–2, 6–4

## Ženske posamično
Steffi Graf :  Arantxa Sánchez Vicario, 7–5, 4–6, 6–0

## Moške dvojice
Jacco Eltingh /  Paul Haarhuis :  Nicklas Kulti /  Magnus Larsson, 6–7, 6–4, 6–1

## Ženske  dvojice
Gigi Fernández /  Natalija Zverjeva :  Jana Novotná /  Arantxa Sánchez, 6–7(6–8), 6–4, 7–5

## Mešane dvojice
Larisa Savčenko-Neiland /  Mark Woodforde :  Jill Hetherington /  John-Laffnie de Jager, 7–6(10–8), 7–6(7–4)